# قدم زدن روی ماه با انیشتین
قدم زدن روی ماه با انیشتین (انگلیسی: Moonwalking with Einstein) کتابی نوشتهٔ جاشوا فوئر است که در سال ۲۰۱۱ توسط انتشارات پنگوئن بوکس منتشر شده‌است.